# 실라 매카시
실라 매카시(영어: Sheila McCarthy, 1956년 1월 1일 ~ )는 캐나다의 배우이다.

## 출연 작품
- 브로큰 하츠 갤러리 (2020)
- 이사벨 (2018)
- 카디널스 (2017)
- 저주받은 아이 (2017)
- 파이널 데스티니 (2016)
- 알곤퀸 (2013)
- 새미의 카니보어 (2009)
- 스톤 엔젤 (2007)
- 브랙패스트 위드 스콧 (2007)
- 철없는 자매의 개과천선 프로젝트 (2006)
- 베일리의 10억달러 (2005)
- 드라마 퀸 (2004)
- 빙 줄리아 (2004)
- 투모로우 (2004)
- 풀-코트 미라클 (2003)
- 더 엔드리스 그린드 (2001)
- 다크 콜로니 (2001)
- 엄마는 13살 (2000)
- 유 노우 마이 네임 (1999)
- 악처 클럽 (1998)
- 하우스 어레스트 (1996)
- 할리퀸 - 사랑에 눈뜰 때 (1995)
- 위대한 승리 (1995)
- 로터스 이터스 (1993)
- 피켓 펜스 (1992)
- 사생활(영어판) (1992)
- 파라다이스 (1991)
- 정열의 스텝 (1991)
- 뷰티풀 드리머즈 (1990)
- 브라이트 엔젤 (1990)
- 화이트 룸 (1990)
- 퍼시픽 하이츠 (1990)
- 다이 하드 2 (1990)
- 조지의 섬 (1989)
- 악몽의 크레이지 호스 (1989)
- 인어가 노래하는 소리를 들었네 (1987)